# Kanari Hamaguchi
Kanari Hamaguchi (jap. 濱口 華菜里 Hamaguchi Kanari; ur. 29 sierpnia 1985 r. w Isahayi w prefekturze Nagasaki, w Japonii) - siatkarka grająca na pozycji libero.
Obecnie występuje w drużynie Toray Arrows.
W 2010 r. zdobyła brązowy medal Mistrzostw Świata, rozgrywanych w Japonii.

## Sukcesy
- 2010 -  Mistrzostwa Świata

## Kariera
- od 2004 - Toray Arrows